# Ricardo María Carles Gordó

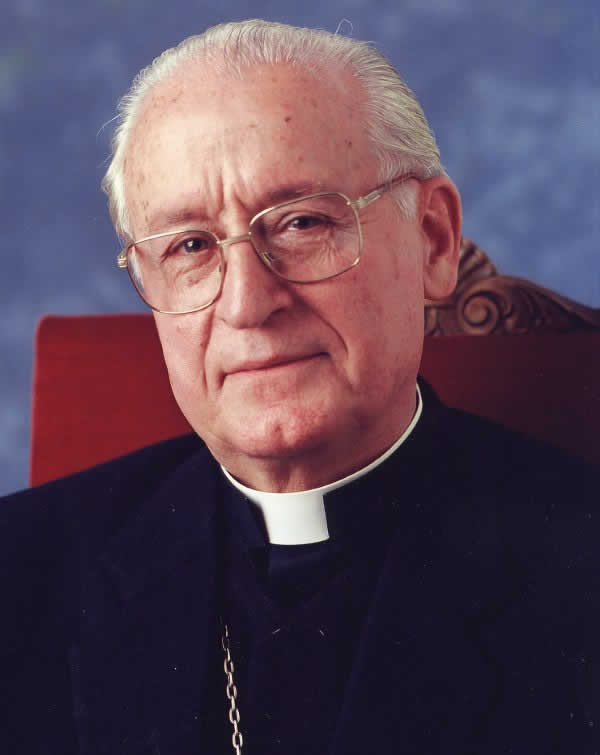
Ricardo María Kardinal Carles Gordó

Kardinalswappen

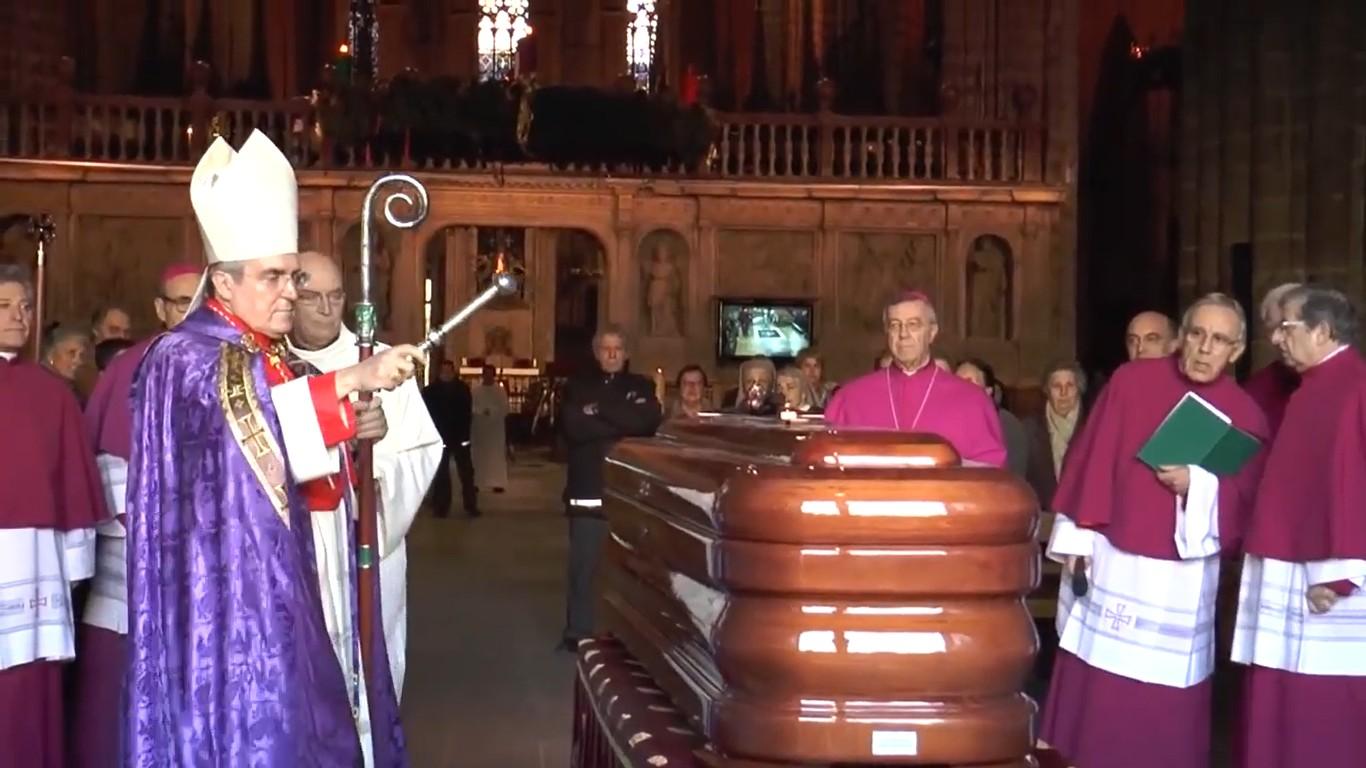
Kardinal Sistach (links) bei den Exequien für seinen verstorbenen Vorgänger Kardinal Carles Gordó (2013)

 Ricardo María Kardinal Carles Gordó  (* 24. September 1926 in Valencia, Spanien; † 17. Dezember 2013 in Tortosa, Spanien) war Erzbischof von Barcelona.

## Leben
Ricardo María Carles Gordó erhielt seine weiterführende Schulbildung an einer Jesuitenschule, bevor er in das Priesterseminar in Valencia eintrat. Er studierte am Colegio Corpus Christi in Valencia Katholische Theologie und Philosophie. Die Priesterweihe empfing er am 29. Juni 1951 in Valencia. Nach einem Doktoratsstudium an der Päpstlichen Universität Salamanca wurde er 1953 in Kirchenrecht zum Dr. iur. can. promoviert.
Anschließend wirkte er in den Jahren von 1953 bis 1969 in der Gemeindeseelsorge, unter anderem in Ternes de Valldigna und Valencia, wobei er sich besonders in der Jugendarbeit engagierte. Er arbeitete als Leiter der Christlichen Arbeiterjugend (CAJ) und Rektor in der Ausbildung der Diakone, bischöflicher Beauftragter für die Priester und Diözesanrat für das Familienapostolat.
Am 6. Juni 1969 wurde er von Papst Paul VI. zum Bischof des Bistums Tortosa ernannt. Die Bischofsweihe spendete ihm am 3. August 1969 Luigi Dadaglio, Apostolischer Nuntius in Spanien; Mitkonsekratoren waren sein Amtsvorgänger Manuel Moll y Salord und Rafael González Moralejo, Weihbischof in Valencia. In der spanischen Bischofskonferenz war er Vorsitzender des Unterausschusses für Familie und der Präsident der Kommission für Seminare und Universitäten. In Tortosa berief er die erste diözesane Synode nach dem Zweiten Vatikanischen Konzil ein.
Papst Johannes Paul II. ernannte ihn am 23. März 1990 zum Erzbischof von Barcelona. Er war Teilnehmer der VIII. Ordentlichen Versammlung der Bischofssynode im Vatikan vom 30. September bis 28. Oktober 1990. In Barcelona gründete er das Instituto de Teología Espiritual.
Als Kardinalpriester mit der Titelkirche Santa Maria Consolatrice al Tiburtino gehörte Carles Gordó ab dem 26. November 1994 dem Kardinalskollegium an. Papst Johannes Paul II. berief ihn in die Kongregation für das Katholische Bildungswesen sowie 1995 in den Rat der Kardinäle für das Studium der organisatorischen und wirtschaftlichen Probleme des Heiligen Stuhls. Von 2000 bis 2006 war er Mitglied der Präfektur für die ökonomischen Angelegenheiten des Heiligen Stuhls.
Seinem altersbedingten Rücktrittsgesuch wurde von Papst Johannes Paul II. am 15. Juni 2004 stattgegeben. Kardinal Carles Gordó nahm am Konklave 2005 teil, am Konklave 2013 nahm er nicht teil, da er die Altersgrenze von 80 Jahren bereits überschritten hatte. Er starb im Dezember 2013 87-jährig im Krankenhaus Santa Cruz in Tortosa.
An der Totenmesse für Ricardo María Carles nahmen Lluís Kardinal Martínez Sistach, sein Nachfolger als Erzbischof von Barcelona, Carlos Osoro Sierra, Erzbischof von Valencia, Carlos Kardinal Amigo Vallejo, emeritierter Erzbischof von Sevilla sowie acht weitere Bischöfe teil.
Wie er es in seinem Testament bestimmt hatte, wurde er in der Basilika der Heiligen Jungfrau der Hilflosen in seiner Heimatstadt Valencia beigesetzt.

## Wirken
In der spanischen Bischofskonferenz CEE war Ricardo María Carles von 1972 bis 1978 Mitglied der Kommission für Dienstreisen, er gehörte von 1972 bis 1975 der Kommission für den Klerus an und war Präsident des Bischofsunterausschusses für die Familie (1978–1984) sowie der bischöflichen Kommission für Seminare und Universitäten (1984–1990). Von 1990 bis 2005 war er Mitglied des Executive Committee der CEE und von 1999 bis 2002 deren Vizepräsident.
Ricardo María Carles setzte sich für die Seligsprechung des Architekten der Basilika Sagrada Família, Antonio Gaudí, ein, den er gegen den Vorwurf, Freimaurer gewesen zu sein, in Schutz nahm.

## Schriften
- Fe y cultura. Escritos pastorales. 1990, ISBN 84-7263-672-0.
- Santificado sea tu nombre. 1988, ISBN 84-220-1314-2.
- Cartas a una mujer de hoy. 1999, ISBN 84-270-2475-4.
- El colegio de los obispos. 2004, ISBN 84-933231-7-9.
- Jesucristo: imagen del nuevo hombre. 2008